# Музей партизанської слави села Лобна
Музей партизанської слави — музей відкритий до 30-річчя початку партизанського руху на Волині. Географічно музей розташований у селі Любно Волинської області, Камінь-Каширський район, вул. Федорова, 42. та історично розташований на місці стоянки Волинсько-Чернігівського  партизанського з'єднання під командуванням двічі Героя Радянського Союзу О.Федорова.

## Історія
Лобненський музей партизанської Слави відкритий на почату 1971 році  на честь 30-річчя заснування партизанського руху в селі Лобна на Волині на місці стоянки Волинсько-Чернігівського  партизанського об'єднання. Він розташований у лісах Любешівщини які іще називають партизанською столицею або ж Лісоградом, в якому під час розпалу Другої Світової Війни проживало близько 3 тисяч партизанів.

## Опис
Музей, який розповідає про події Другої Світової Війни, є частиною комплексу «Партизанська Слава». Сьогодні в музеї виставлено понад 1.1 тисячі експонатів присвячених партизанському руху на території західної України.